# Pruisische Bond

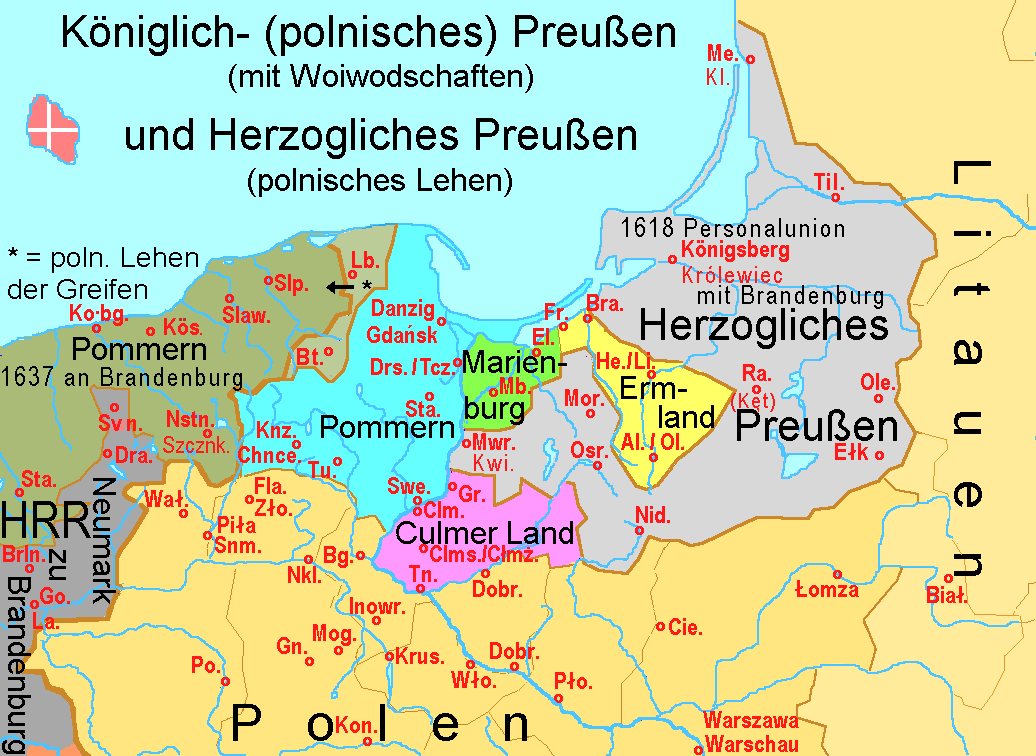
Gedeeld Pruisen na 1466.

De Pruisische Bond (Duits: Preußischer Bund) werd op 14 maart 1440 opgericht in Marienwerder. 53 adellijken en 19 steden verenigden zich om in opstand te komen tegen de Duitse Orde. 
De Duitse Orde werd na de slag bij Tannenberg in de Eerste Vrede van Thorn gedwongen om herstelbetalingen aan Polen te doen wat haar op de rand van de financiële afgrond bracht. Om dit te compenseren hief de Duitse Orde hogere belastingen wat leidde tot opstand. Dit en de toenemende concentratie van het gezag in handen van de Grootmeesters van de Orde, leidde al langere tijd tot verzet in de zich emanciperende steden. De Poolse koningen, die streefden naar opheffing van de Orde en de annexatie van haar land, stelden zich aan het hoofd van het stedelijk verzet en beloofden stedelijke autonomie indien de Orde zou worden verslagen. De Dertienjarige Oorlog die daarop in 1454 uitbrak, eindigde in de Tweede Vrede van Thorn. De steden van de Pruisische Bond gingen over in Koninklijk Pruisen, een autonome provincie, in personele unie geregeerd  door de Poolse koning. Na een eeuw werd de autonomie opgeheven en de contrareformatie ingevoerd, met uitzondering van de drie sterkste steden: Thorn, Elbing, Danzig waarvan alleen de lutherse burgerij van Thorn in een benarde positie geraakte. 

## Leden
Stichtende leden van 14 maart 1440.
| Duitse naam            | Poolse naam           | Russisch (na 1945) |
| ---------------------- | --------------------- | ------------------ |
| Thorn                  | Toruń                 |                    |
| Thorner Neustadt       |                       |                    |
| Culm                   | Chełmno               |                    |
| Elbing                 | Elbląg                |                    |
| Neustadt Elbing        |                       |                    |
| Rechtsstad Danzig      | Gdańsk                |                    |
| Braunsberg             | Braniewo              |                    |
| Altstadt Koningsbergen | Królewiec             | in Kaliningrad     |
| Kneiphof               | Knipawa               | in Kaliningrad     |
| Löbenicht              | Lipnik                | in Kaliningrad     |
| Graudenz               | Grudziądz             |                    |
| Strasburg              | Brodnica              |                    |
| Neumark                | Nowe Miasto Lubawskie |                    |
| Löbau in Westpreußen   | Lubawa                |                    |
| Rehden                 | Radzyń Chełmiński     |                    |
| Wehlau                 | Welawa                | Snamensk           |
| Allenburg              | Alembork              | Druschba           |
| Zinten                 | Cynty                 | Kornewo            |
| Heiligenbeil           | Święta Siekierka      | Mamonowo           |
| Landsberg              | Górowo Iławeckie      |                    |

Leden vanaf 3 april 1440:
| Duitse naam     | Poolse naam |
| --------------- | ----------- |
| Mewe            | Gniew       |
| Altstadt Danzig | Gdańsk      |
| Neuenburg       | Nowe        |
| Lauenburg       | Lębork      |
| Leba            | Łeba        |
| Hela            | Hel         |
| Putzig          | Puck        |